# Pietro di Hagenbach
Pietro di Hagenbach o Peter von Hagenbach, detto anche Pierre d’Archambaud o Pierre d'Aquenbacq (1423 – Breisach am Rhein, 1474) è stato un cavaliere borgognone, proveniente dalla piccola nobiltà alsaziana.
La famiglia era originaria del villaggio di Hagenbach, ove possedeva un castello.
Pietro di Hagenbach fu comandante della IX compagnia d'ordinanza delle truppe del duca Carlo I di Borgogna. In ragione dei servizi resi all'epoca della guerra contro il regno di Francia, dapprima in seno alla Lega del bene pubblico, fu nominato nel 1469 balivo dei territori dell'Alto Reno, dati in pegno dal duca Sigismondo d'Austria a Carlo il Temerario in seguito al trattato di Saint-Omer.
Militare talentuoso, membro dell'Ordine di San Giorgio di Borgogna, fu descritto dai cronisti dell'epoca (soprattutto da quelli di parte avversa) anche come un uomo dal carattere brutale e dissoluto. Fu tuttavia un servitore fedele e devoto agli interessi del suo signore, il duca di Borgogna.
In seguito alla ribellione della città di Breisach, il balivo fu arrestato, giudicato e condannato a morte dopo un processo iniquo orchestrato dalle città imperiali (Strasburgo, Basilea, Colmar e Sélestat, alleate a Berna ed alla Confederazione svizzera), a cui aveva leso gli interessi economici.